# Ed Sanders (pugile)
Hayes Edward Sanders, meglio noto come Ed Sanders (Watts, 24 marzo 1930 – Boston, 12 dicembre 1954), è stato un pugile statunitense.
Fu medaglia d'oro alle Olimpiadi di Helsinki 1952 nella categoria dei pesi massimi.

## Biografia

### Carriera da dilettante

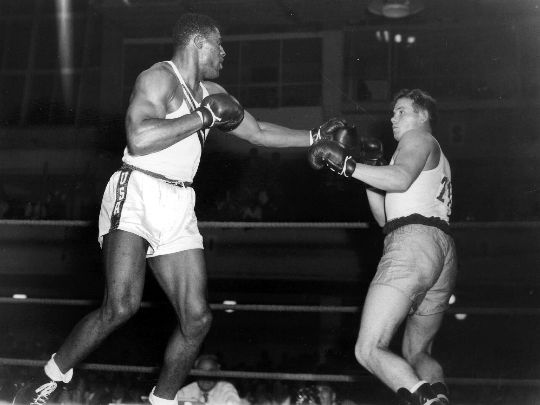
Ed Sanders vs. Ingemar Johansson nella finale olimpica di Helsinki

Sanders dominò la categoria dei pesi massimi alla Olimpiadi di Helsinki del 1952, vincendo sempre prima del limite e conquistando la medaglia d'oro.
Batté al primo turno lo svizzero Hans Jost per KO al 1º round. Mise KO al terzo round il romano Giacomo Di Segni, campione d'Europa in carica. In semifinale superò il sudafricano Andries Nieman per Kot al 2º round.
In finale, il suo avversario svedese Ingemar Johansson, futuro Campione del Mondo, badò solo a tenerlo a distanza, tanto che fu  squalificato alla 2ª ripresa per scarsa combattività e la bandiera svedese non venne alzata sul pennone durante la cerimonia di premiazione.
Dopo le Olimpiadi, essendo arruolato nella marina militare USA, non fu autorizzato a passare professionista.
Nel 1953 incontrò nella finale del Guanto d'oro di Chicago, il formidabile Sonny Liston, combattendo con un pollice rotto e non poté evitare di perdere ai punti.
Concluse la carriera da dilettante con un record 43 vittorie e 4 sconfitte.

### Carriera da professionista
Passò al professionismo nel 1954 ma combatté solo pochi incontri perché afflitto da un male incurabile. L'11 dicembre 1954, affrontò Willie James per il titolo dei pesi massimi del New England. James lo atterrò all'11º round e Sanders fu portato fuori dal ring. Non riprese più conoscenza e morì 18 ore dopo.